# ليو وي
ليو وي (بالصينية: 刘伟) (مواليد 27 نوفمبر 1987) هو ملاكم صيني، مثّل بلاده في الألعاب الأولمبية الصيفية 2016.

## روابط خارجية
ليو وي على موقع بوكس ريك (الإنجليزية) (registration required)
- ليو وي على موقع اللجنة الأولمبية الدولية (الإنجليزية)
- ليو وي على موقع أوليمبيديا (الإنجليزية)